# Leptoconops doyeni
Leptoconops doyeni är en tvåvingeart som beskrevs av Gustavo R. Spinelli och Ronderos 1993. Leptoconops doyeni ingår i släktet Leptoconops och familjen svidknott. Inga underarter finns listade i Catalogue of Life.